# برونو انگوتی
برونو انگوتی (فرانسوی: Bruno N'Gotty‎؛ زادهٔ ۱۰ ژوئن ۱۹۷۱) بازیکن سابق فوتبال اهل فرانسه است.
از باشگاه‌هایی که در آن بازی کرده‌است می‌توان به باشگاه فوتبال بیرمنگام سیتی، باشگاه فوتبال المپیک لیون، باشگاه فوتبال بولتون واندررز، باشگاه فوتبال المپیک مارسی، باشگاه فوتبال لستر سیتی، باشگاه فوتبال آ.ث. میلان، باشگاه فوتبال پاری سن ژرمن، باشگاه فوتبال ونتزیا، و باشگاه فوتبال بولتون واندررز اشاره کرد.
وی همچنین در تیم ملی فوتبال فرانسه بازی کرده‌است.